# Ryan Arcidiacono
Ryan Curran Arcidiacono, né le 26 mars 1994 à Langhorne en Pennsylvanie, est un joueur américain de basket-ball. Il évolue au poste de meneur.

## Biographie

### Carrière universitaire
Il passe ses quatre années universitaires à l'université Villanova où il joue pour les Wildcats. Lors de sa dernière année, il remporte avec ces derniers le championnat NCAA en s'imposant en finale face aux Tar Heels de la Caroline du Nord sur le score de 77 à 74. Ryan Arcidiacono est désigné Most Outstanding Player, meilleur joueur du tournoi NCAA.

### Carrière professionnelle

#### Spurs de San Antonio/Spurs d'Austin (2016-2017)
Le 23 juin 2016, lors de la draft 2016 de la NBA, automatiquement éligible, il n'est pas sélectionné.
Il participe à la NBA Summer League 2016 avec les Spurs de San Antonio.
Le 14 juillet 2016, il signe un contrat avec les Spurs mais il n'est pas conservé pour la saison régulière. Il jouera donc avec les Spurs d'Austin en NBA D-League.

#### Bulls de Chicago (2017-2021)
Le 25 juillet 2017, Arcidiacono signe un two-way contract avec les Bulls de Chicago, l'équipe avec laquelle il a joué lors de la NBA Summer League 2017 à Las Vegas.
Le 31 juillet 2018, Arcidiacono signe un contrat standard avec les Bulls.
Le 2 juillet 2019, Arcidiacono signe un contrat de neuf millions de dollars sur trois ans avec les Bulls. 

#### Knicks de New York (2022-2023)
Début janvier 2022, il s'engage avec les Knicks de New York pour 10 jours,,,. Il ne joue aucune rencontre. Le 19 janvier 2022, il signe à nouveau pour 10 jours mais ne jouera pas non plus. Le 15 février 2022, il signe avec les Knicks jusqu'à la fin de la saison.
En septembre 2022, il re-signe avec les Knicks de New York.

#### Trail Blazers de Portland (2023)
La veille de la fermeture du marché des transferts, Ryan Arcidiacono est transféré vers les Trail Blazers de Portland avec Cam Reddish, Sviatoslav Mykhaïliouk et un futur premier tour de draft protégé contre Josh Hart. Il est coupé début avril 2023.

#### Retour aux Knicks de New York (2023-février 2024)
Le 15 septembre 2023, il est de retour aux Knicks de New York.
En février 2024, avec Evan Fournier, Quentin Grimes et Malachi Flynn, il est transféré aux Pistons de Détroit contre Alec Burks et Bojan Bogdanović. Il est coupé dans la foulée.

## Palmarès

### Universitaire
- Champion NCAA en 2016 avec les Wildcats de Villanova

### Distinctions personnelles
- NCAA Tournament Most Outstanding Player (2016)
- Big East co-Player of the Year (2015)
- First-team All-Big East (2015)
- Second-team All-Big East (2016)
- Big East All-Rookie Team (2013)

## Statistiques

### Universitaires
Les statistiques en matchs universitaires de Ryan Arcidiacono sont les suivantes :
| Saison    | Équipe    | Matchs | Titul. | Min./m | % Tir | % 3pts | % LF | Rbds/m. | Pass/m. | Int/m. | Ctr/m. | Pts/m. |
| --------- | --------- | ------ | ------ | ------ | ----- | ------ | ---- | ------- | ------- | ------ | ------ | ------ |
| 2012-2013 | Villanova | 34     | 34     | 34,0   | 34,3  | 32,7   | 82,4 | 2,12    | 3,50    | 1,12   | 0,00   | 11,91  |
| 2013-2014 | Villanova | 34     | 32     | 31,1   | 39,5  | 34,5   | 70,3 | 2,41    | 3,47    | 1,09   | 0,03   | 9,91   |
| 2014-2015 | Villanova | 36     | 36     | 30,4   | 39,4  | 37,2   | 81,2 | 1,72    | 3,58    | 1,11   | 0,06   | 10,11  |
| 2015-2016 | Villanova | 40     | 38     | 32,0   | 44,5  | 39,4   | 83,6 | 2,92    | 4,22    | 1,35   | 0,03   | 12,45  |
| Total     | Total     | 144    | 140    | 31,9   | 39,7  | 35,8   | 80,0 | 2,31    | 3,72    | 1,17   | 0,03   | 11,14  |

### Professionnelles

#### Saison régulière NBA
| Saison    | Équipe   | Matchs | Titul. | Min./m | % Tir | % 3pts | % LF | Rbds/m. | Pass/m. | Int/m. | Ctr/m. | Pts/m. |
| --------- | -------- | ------ | ------ | ------ | ----- | ------ | ---- | ------- | ------- | ------ | ------ | ------ |
| 2017-2018 | Chicago  | 24     | 0      | 12,7   | 41,5  | 29,0   | 83,3 | 1,04    | 1,46    | 0,54   | 0,00   | 2,00   |
| 2018-2019 | Chicago  | 81     | 32     | 24,2   | 44,7  | 37,3   | 87,3 | 2,70    | 3,32    | 0,80   | 0,05   | 6,72   |
| 2019-2020 | Chicago  | 58     | 4      | 16,0   | 40,9  | 39,1   | 71,1 | 1,90    | 1,66    | 0,47   | 0,05   | 4,50   |
| Carrière  | Carrière | 163    | 36     | 19,6   | 43,3  | 37,3   | 82,9 | 2,17    | 2,45    | 0,64   | 0,04   | 5,23   |

## Records sur une rencontre en NBA
Les records personnels de Ryan Arcidiacono en NBA sont les suivants, :
| Type de statistique        | Saison régulière | Saison régulière     | Saison régulière |
| Type de statistique        | Record           | Adversaire           | Date             |
| -------------------------- | ---------------- | -------------------- | ---------------- |
| Points                     | 22               | 2 fois               | 2 fois           |
| Paniers marqués            | 8                | Spurs de San Antonio | 26 novembre 2018 |
| Paniers tentés             | 12               | 2 fois               | 2 fois           |
| Paniers à 3 points réussis | 5                | @ Bucks de Milwaukee | 28 novembre 2018 |
| Paniers à 3 points tentés  | 9                | @ Bucks de Milwaukee | 28 novembre 2018 |
| Lancers francs réussis     | 7                | Knicks de New York   | 9 avril 2019     |
| Lancers francs tentés      | 8                | Knicks de New York   | 9 avril 2019     |
| Rebonds offensifs          | 3                | 2 fois               | 2 fois           |
| Rebonds défensifs          | 8                | @ Celtics de Boston  | 14 novembre 2018 |
| Rebonds totaux             | 8                | @ Celtics de Boston  | 14 novembre 2018 |
| Passes décisives           | 11               | Grizzlies de Memphis | 13 février 2019  |
| Interceptions              | 5                | @ Bucks de Milwaukee | 28 novembre 2018 |
| Contres                    | 1                | 7 fois               | 7 fois           |
| Balles perdues             | 4                | Suns de Phoenix      | 22 février 2020  |
| Minutes jouées             | 40               | Heat de Miami        | 23 novembre 2018 |

- Double-double : 0
- Triple-double : 0

Dernière mise à jour : 16 août 2022